# Boljoon
Boljoon (Bayan ng Boljoon) är en kommun i Filippinerna. Kommunen tillhör provinsen Cebu och ligger på ön med samma namn. Folkmängden uppgår till 13 380 invånare.
Boljoon är indelat i 11 barangayer.